# Neurocrassus tesari
Neurocrassus tesari är en stekelart som beskrevs av Snoflak 1945. Neurocrassus tesari ingår i släktet Neurocrassus och familjen bracksteklar. Inga underarter finns listade i Catalogue of Life.